# Henri Reboul
Pour les articles homonymes, voir Reboul.
Henri Reboul, de son nom complet Henri Paul Irénée Reboul, est un chimiste, un géologue, un écrivain et un homme politique français né le 21 juillet 1763 à Pézenas (Hérault) et décédé le 17 février 1839 au même lieu.

## Biographie
Après des études chez les oratoriens de Lyon, il étudie le droit à Toulouse et s'occupe aussi de chimie. Membre de l'Académie des Sciences de Toulouse en 1784, il part à Paris en 1785 et habite chez Antoine Lavoisier.

En 1790, il est administrateur du département de l'Hérault, et devient député de 1791 à 1792. Il est le rapporteur du texte sur la création d'un musée national.

Suspect sous la Terreur, il se réfugie à Barcelone et à Gênes. Il est nommé administrateur de la Lombardie par Bonaparte, puis agent général des finances à Rome, où il se constitue une collection d'art.
Il est, par la suite, membre de la société géologique de France, collaborant aux Annales des sciences naturelles et aux bulletins de la société de géographie. Il mène une vaste étude minéralogique et florale du massif des Pyrénées.

## Œuvres
- Le dernier des Trencavels : mémoires d'un troubadour du treizième siècle — traduits de la langue romane avec des notes historiques et critiques, en 4 tomes. (1834-1835).